# Błuskajmy Wielkie
Błuskajmy Wielkie (niem. Groß Bloßkeim) – osada w Polsce położona w województwie warmińsko-mazurskim, w powiecie kętrzyńskim, w gminie Korsze.
W latach 1975–1998 miejscowość administracyjnie należała do województwa olsztyńskiego.

## Położenie geograficzne
Osada położona na północnych krańcach gminy Korsze w bezpośredniej bliskości z gminą Sępopol w powiecie bartoszyckim. Pod względem historycznym miejscowość leży w Prusach Dolnych, na obszarze dawnej pruskiej Barcji. Pod względem fizycznogeograficznym jest położona na Nizinie Sępopolskiej, będącej częścią Niziny Staropruskiej. Na wschód od zabudowań wsi płynie swobodnie meandrujący Guber. W kierunku północno-zachodnim od Błuskajm rozciągają się kompleksy leśne położone między Lwowcem a Romankowem. Osada leży przy drodze lokalnej wyłożonej płytami betonowymi, w odległości 2,8 km od osady Prosna i 4,1 km od wsi Lwowiec.

## Historia

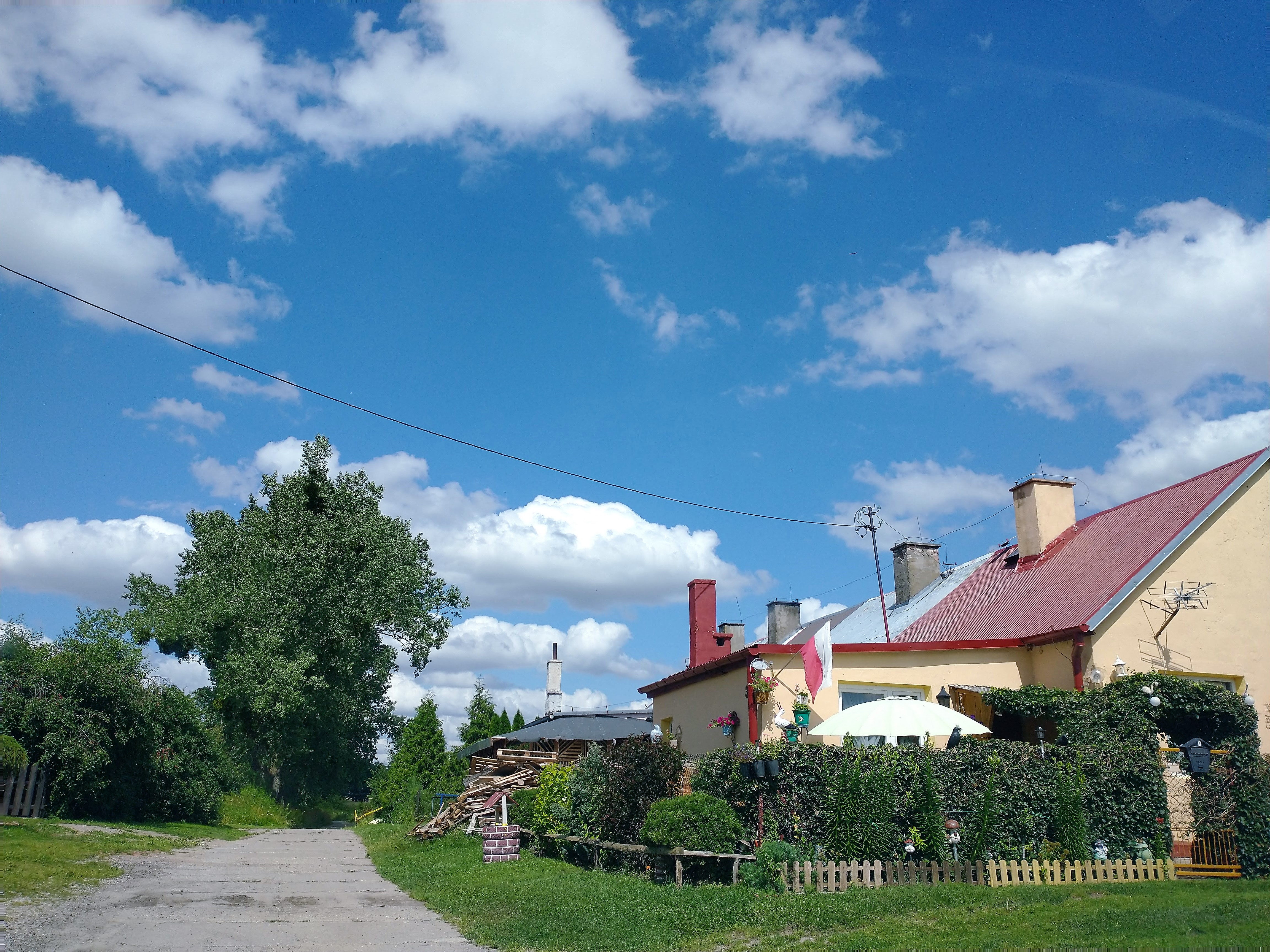
Fragment osady

Początki osady datuje się na XIV wiek, kiedy to w Sątocznie powstała strażnica puszczańska oraz zamek komturski, a wraz z nimi ulokowano w okolicy osadę rycerską, złożoną z 6 majątków lennych, których właściciele byli podlegli dowódcy zamku. Z czasem osada rozrosła się o kilka rodzin chłopskich, przez co przeobraziła się w małą wioskę, zwaną od co najmniej 1419 roku „Pchla Wieś” (prus. Bluskaimis - blusa, czyli pchła i kaimis, czyli wieś). Według innej etymologii nazwa pochodzi od pruskiego imienia Blesse.
Po wojnie trzynastoletniej, na skutek zmian własnościowych, rycerz Albrecht Vogt otrzymał w ramach żołdu zamek w Sątocznie, a wraz z nim Błuskajmy, które to następnie zostały przejęte przez ród Eulenburgów w 1490 roku, w wyniku małżeństwa córki Albrechta Vogta - Anny.
W XVIII wieku Eulenburgowie założyli folwark, który otrzymał nazwę Błuskajmy Małe. Z tego powodu pierwszej miejscowości dodano człon „Wielkie”, który przetrwał do dzisiaj, szczególnie po wydzieleniu Błuskajm Małych w XIX w. od Prosny.
Przed wojną, w 1932 roku, zarówno Błuskajmy Wielkie, jak i Małe były folwarkami należącymi do majoratu hrabiego Fritza zu Eulenburga na Prośnie, natomiast po wojnie i przemianach społeczno-gospodarczych w Błuskajmach utworzono państwowe gospodarstwo rolne.
W okresie II wojny światowej przez wieś przebiegała kolej wąskotorowa.

## Ochrona przyrody
Teren osady i jej okolic jest częścią obszaru Natura 2000, a mianowicie obszaru specjalnej ochrony ptaków Ostoja Warmińska. Jest to także teren wchodzący w skład Obszaru Chronionego Krajobrazu Doliny Rzeki Guber.
W pobliżu Błuskajm na odcinku 600 m rośnie aleja 50 dębów szypułkowych o obwodzie pnia 150-280 cm. Jest ona od 19.01.1978 zarejestrowana jako pomnik przyrody.